# 덕천중학교 축구부
덕천중학교 축구부는 부산광역시에 위치한 덕천중학교의 축구부이다.
- 덕천중학교| 전체 명칭                  | 덕천중학교 축구부            |
| 도시                       | 부산광역시(덕천동)           |
| 리그                       | 전국중등축구리그             |
| 경기장                     | 덕천중학교                   |
| 소유주                     | 김기범                       |
| 감독                       | 김우철(정준현,이하경,이명학) |
| 2025 stay영덕춘계대회(4강) | 4강                          |
| 시즌시작                   |                              |